# Paniaisjöarna
Paniaisjöarna, ursprungligen kända som Wisselsjöarna, består av de tre stora sötvattensjöarna Paniai, Tigi och Tage. De är belägna i Paniairegionen på centrala höglandet i västra Papua-provinsen, Indonesien. Den största av de tre är Paniaisjön (Danau Paniai), medan dess närmaste granne Tagesjön är den minsta.
Sjöarna var okända för omvärlden fram till december 1937 då Frits Julius Wissel flög över dem.